# Kaori Ichō
Kaori Ichō (jap. 伊調馨 Ichō Kaori; ur. 13 czerwca 1984 w Hachinohe) – japońska zapaśniczka startująca w kategorii do 58–63 kg w stylu wolnym, czterokrotna mistrzyni olimpijska,dziesięciokrotna mistrzyni świata świata.
Największym jej sukcesem jest złoty medal igrzysk olimpijskich w Atenach, Pekinie i w Londynie (kategoria 63 kg) i w Rio de Janeiro w wadze 58 kg.
Jest dziesięciokrotną złotą medalistką mistrzostw świata (2002-2007, 2010, 2011, 2013, 2014). Pierwsza w Pucharze Świata w 2002, 2003, 2004, 2005, 2006, 2010, 2011, 2012. Złota medalistka igrzysk azjatyckich z 2006, srebrna w 2002. Pięciokrotna mistrzyni Azji. Mistrzyni uniwersjady w 2005 roku. W ciągu 13 lat kariery Icho wygrała 189 pojedynków z rzędu.
Jest siostrą Chiharu Ichō.